# Церковски
Церкòвски е село в Югоизточна България, община Карнобат, област Бургас.

## География
Село Церковски се намира на около 50 km запад-северозападно от центъра на областния град Бургас и около 10 km запад-югозападно от общинския център град Карнобат. Разположено е по ниски хълмове югозападно от възвишението Хисар. Надморската височина в селото при църквата е около 155 m, нараства на юг до около 190 m, а намалява слабо на север, в посока към течащата край селото река Мочурица.
На около 3 – 4 km южно от Церковски минава магистрала Тракия, с която селото няма непосредствена пътна връзка. Общински път води от Церковски на изток през село Крумово градище до връзка с третокласния републикански път III-795, а на северозапад покрай „Винпром Карнобат“ – към село Венец и връзка там с първокласния републикански път I-6, минаващ през Карнобат.
Землището на село Церковски граничи със землищата на: село Крумово градище на север и изток; село Железник на югоизток; село Деветак на югозапад; село Деветинци на запад; село Венец на северозапад; село Искра на север; град Карнобат на север.
В землището на Церковски има 3 язовира (към 10 октомври 2022 г.) – поземлени имоти с кадастрални идентификатори 78416.1.53, 78416.5.50 и 78416.29.194).

## История
След Руско-турската война 1877 – 1878 г., по Берлинския договор 1878 г. селото остава в Източна Румелия; присъединено е към България след Съединението през 1885 г.
През 1934 г. селото с дотогавашно име Бюкюрджалѝи
е преименувано на Вирово, през 1954 г. – на Цанко Церковски и през 1960 г. – на Церковски.

## Население
Населението на село Церковски наброява 833 души при преброяването към 1934 г. и 1182 към 1956 г., намалява до 365 към 1985 г. и 132 (по текущата демографска статистика за населението) към 2021 г.

### Етнически състав
Преброяване на населението през 2011 г.
Численост и дял на етническите групи според преброяването на населението през 2011 г.:
|                     | Численост |
| Общо                | 182       |
| Българи             | 169       |
| Турци               | 4         |
| Цигани              | 6         |
| Други               | 3         |
| Не се самоопределят | -         |
| Неотговорили        | -         |

## Обществени институции
Село Церковски към 2022 г. е център на кметство Церковски.
В село Церковски към 2022 г. има:
- действащо читалище „П. К. Яворов – 1925 г.“;[12][13]
- православна църква „Свето Възнесение Господне“;[14]
- пощенска станция.[15]

## Природни и културни забележителности
Върху стена при входа на читалищната сграда в село Церковски има паметна плоча с имената на загиналите от село Нейчево, Карнобатска околия през 1912 и 1913 г. в Балканската и Междусъюзническата войни.